# Donaldson (Minnesota)
Donaldson es una ciudad ubicada en el condado de Kittson en el estado estadounidense de Minnesota. En el Censo de 2010 tenía una población de 42 habitantes y una densidad poblacional de 19,58 personas por km².

## Geografía
Donaldson se encuentra ubicada en las coordenadas 48°34′28″N 96°53′51″O / 48.57444, -96.89750. Según la Oficina del Censo de los Estados Unidos, Donaldson tiene una superficie total de 2.14 km², de la cual 2.14 km² corresponden a tierra firme y (0.12%) 0 km² es agua.

## Demografía
Según el censo de 2010, había 42 personas residiendo en Donaldson. La densidad de población era de 19,58 hab./km². De los 42 habitantes, Donaldson estaba compuesto por el 100% blancos, el 0% eran afroamericanos, el 0% eran amerindios, el 0% eran asiáticos, el 0% eran isleños del Pacífico, el 0% eran de otras razas y el 0% pertenecían a dos o más razas. Del total de la población el 0% eran hispanos o latinos de cualquier raza.